# Fennica-Klasse
Die Fennica-Klasse ist eine aus zwei Einheiten bestehende Baureihe von Eisbrechern. Die beiden Schiffe der Baureihe, die namensgebende Fennica und ihr Schwesterschiff Nordica sind unter finnischer Flagge im Einsatz. Sie werden im Winter als Eisbrecher auf der Ostsee und im Sommer als Versorger für Offshoreanlagen eingesetzt. Der Rumpf und der Antrieb sind für den Eisbruch optimiert, die Aufbauten gleichen denen eines Versorgers.

## Geschichte
Die Schiffe mit einer Länge von 116 Metern und einer Breite von 26 Metern bei einem Tiefgang von 8,4 Meter wurden auf der finnischen Werft Finnyards für die Finnish Shipping Enterprise (FINSTASHIP) gebaut. Die Fennica wurde 1993 in Dienst gestellt, die Nordica 1994. Die Kiellegung der Fennica fand am 21. April, der Stapellauf am 10. September 1992 statt. Das Schwesterschiff, die Nordica, folgte 1994. Sie wurde am 25. Januar 1993 auf Kiel gelegt, der Stapellauf erfolgte am 18. Juni.

## Technische Beschreibung
Die dieselelektrische Maschinenanlage der Schiffe erreicht eine Leistung von 15 Megawatt, wodurch eine Höchstgeschwindigkeit von circa 16 Knoten im offenen Wasser erreicht werden kann. Der Pfahlzug wird mit 230 Tonnen angegeben.
Im Rumpf sind vier große Dieselgeneratoren mit zusammen 21.000 kW zur Stromerzeugung eingebaut. Angetrieben werden die Schiffe über zwei Propellergondeln mit Festpropellern, die achtern unter dem Schiff angebracht und unabhängig voneinander steuerbar sind. Weiterhin verfügen die Schiffe über drei Bugstrahlruder mit Verstellpropellern.
Die Schiffe können vor den Decksaufbauten mit einem Helideck ausgerüstet werden. Hinter den Decksaufbauten befindet sich eine etwa 1.100 m² großes, offenes Arbeitsdeck. Dieses kann mit bis zu 10 t/m² belastet werden. Auf der Steuerbordseite befindet sich hier ein Arbeitskran mit zwei Hebewerken. Die Kapazität des Haupthebewerks beträgt 160 t bei 9 m Auslage und noch 30 t bei 32 m Auslage. Das zweite Hebewerk kann 80 t bei 9 m Auslage bzw. 32 t bei 32 m Auslage heben. Ein zweiter Kran mit einer Hebekapazität von 5 t bei 15 m Auslage kann bei Bedarf nachgerüstet werden. Ferner können die Schiffe mit einem Heckgalgen ausgestattet werden, der bis zu 120 t heben kann.
Die beiden Einheiten verfügen über ein System zur dynamischen Positionierung. Der Pfahlzug wird mit etwa 230 Tonnen angegeben. Auf dem Schiff befinden sich Unterkünfte für bis zu 77 Personen. Bemannt sind die Schiffe, abhängig vom Einsatz, mit bis zu 27 Personen.

## Schiffe
| Schiffsname | IMO- Nummer | Bau- nummer | Kiellegung Stapellauf Ablieferung           | Foto |
| ----------- | ----------- | ----------- | ------------------------------------------- | ---- |
| Fennica     | 9043615     | 401         | 21. April 1992 10. September 1992 März 1993 |      |
| Nordica     | 9056985     | 402         | 25. Januar 1993 18. Juni 1993 Januar 1994   |      |